# Филиппов, Дмитрий Рудольфович
Дми́трий Рудо́льфович Фили́ппов (19 мая 1969, Краснодар, РСФСР, СССР) — советский и российский гандболист. Заслуженный мастер спорта СССР (1992).

## Достижения
- Олимпийский чемпион 1992, 2000 (в 1992 году на площадку не выходил, но был в составе).
- Участник Олимпийских игр 1996 года (5-е место).
- Чемпион мира 1993, 1997.
- Серебряный призёр чемпионата мира 1999.
- Чемпион Европы 1996.
- Серебряный призёр чемпионата Европы 1994, 2000.
- Победитель Игр доброй воли (1990), серебряный призёр Игр доброй воли (1994). В составе СКИФа — обладатель Кубка EHF (1990), чемпион СССР (1991), чемпион СНГ (1992). Игрок сборной Мира, 1995 год.